# Schrattenthal
Schrattenthal ist eine Stadtgemeinde mit 874 Einwohnern (Stand 1. Jänner 2025) im Bezirk Hollabrunn in Niederösterreich und damit eine der kleinsten Stadtgemeinden Österreichs.

Schrattenthal um 1670, Typographia Austriae inferioris, Georg Matthäus Vischer

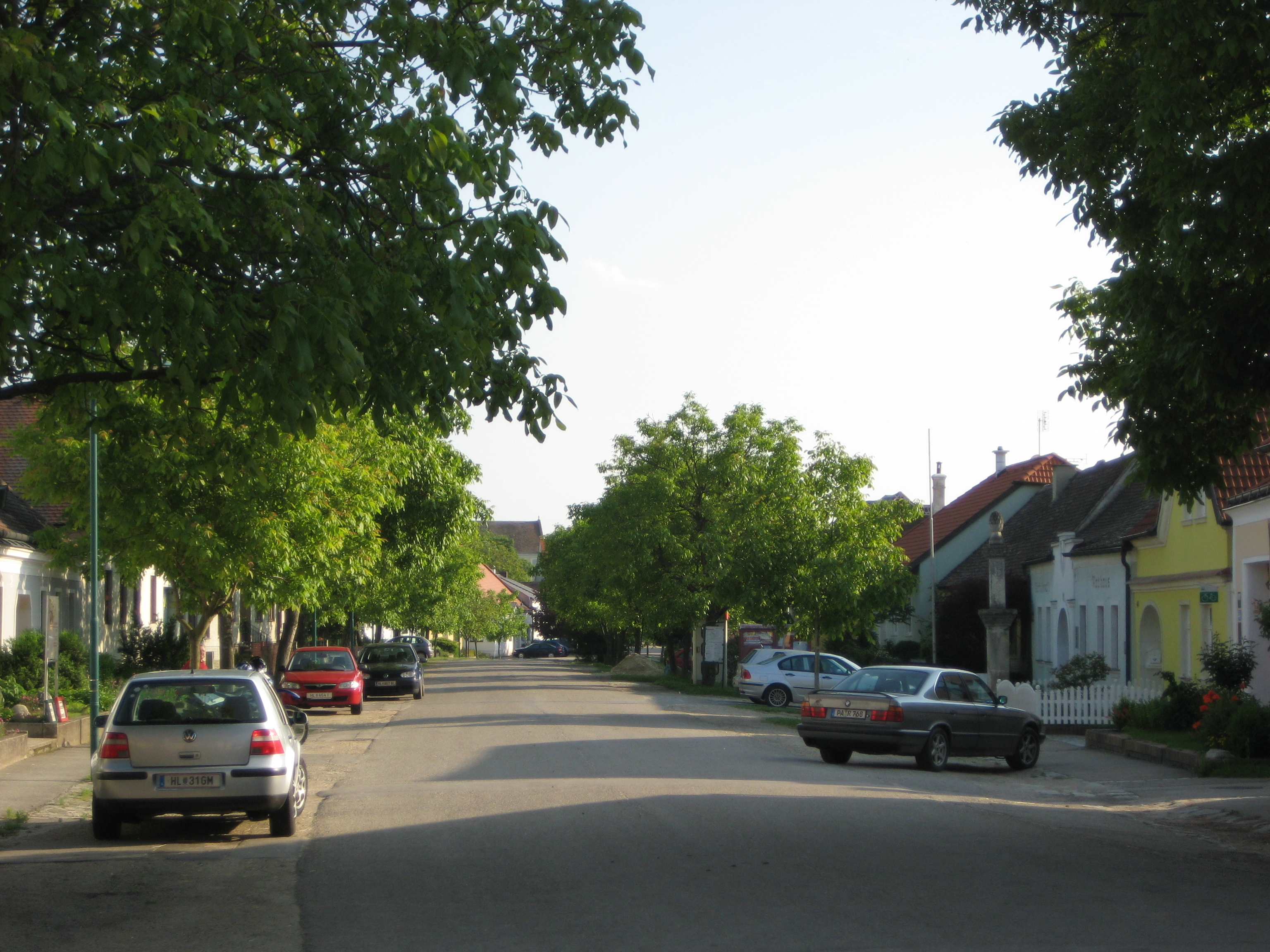
Hauptstraße von Schrattenthal

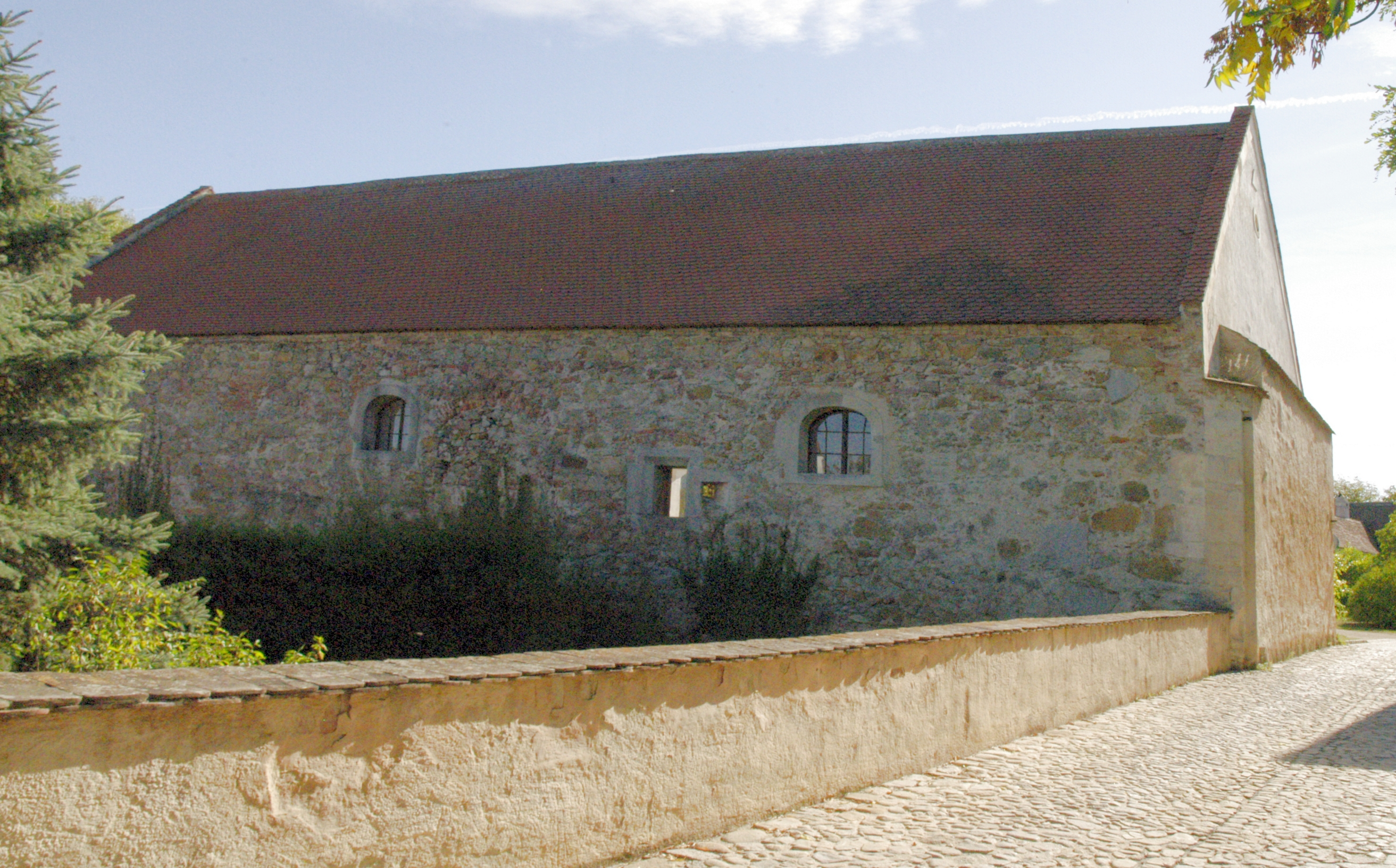
Wehranlagen im Schloss Schrattenthal

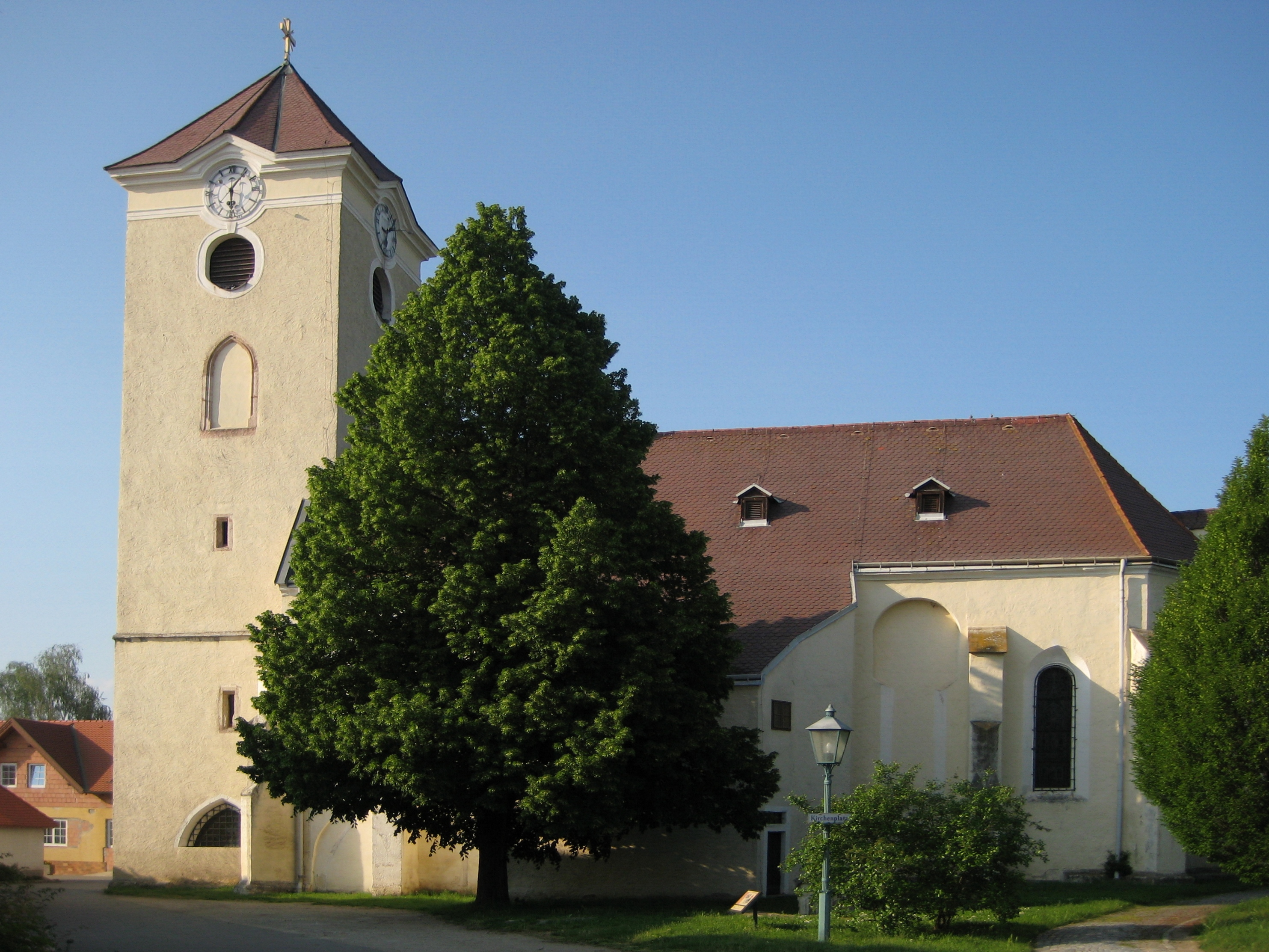
Pfarrkirche Schrattenthal

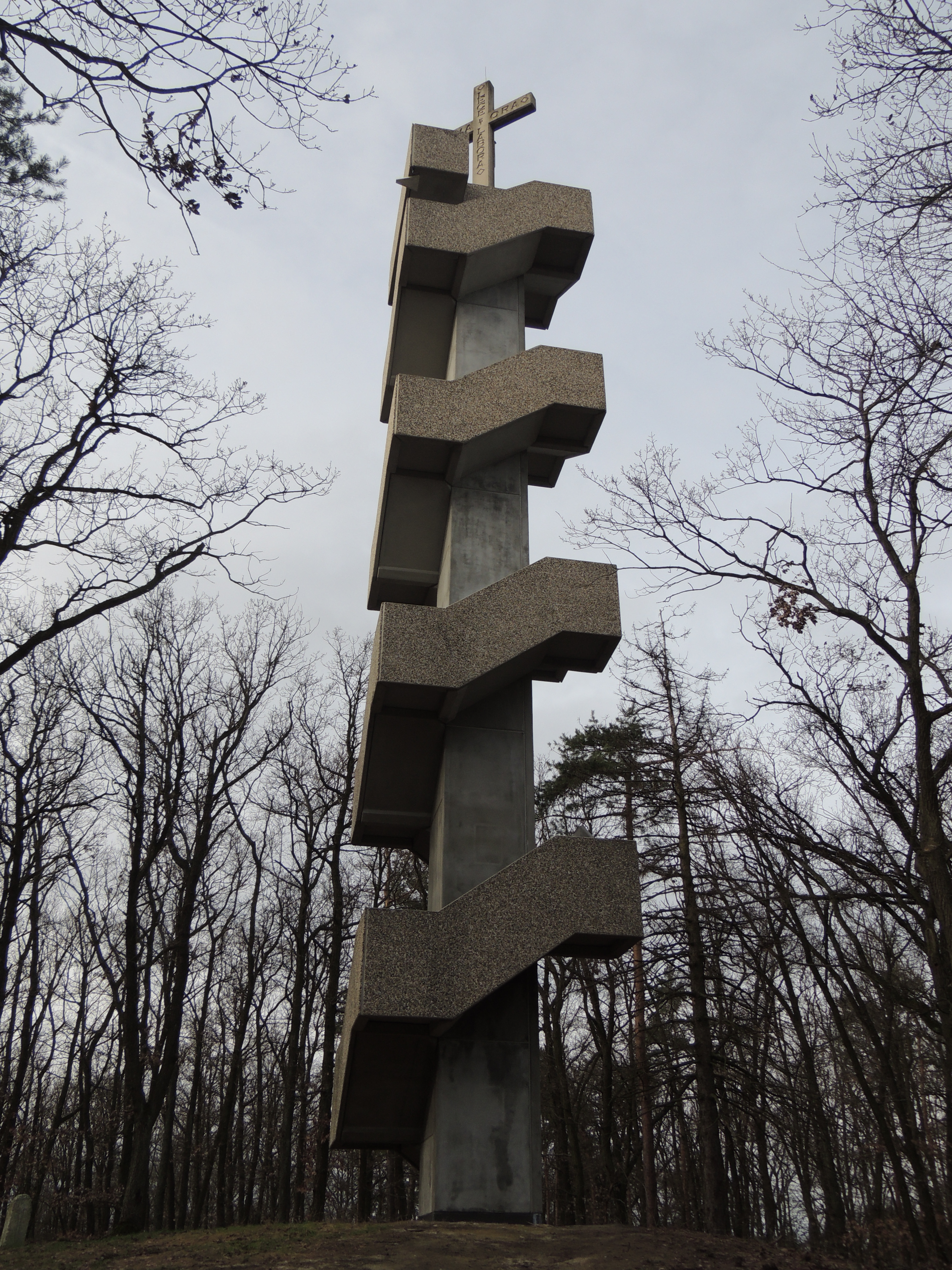
Europawarte nach der Sanierung im Herbst 2018

## Geografie
Schrattenthal liegt im Weinviertel in Niederösterreich. Die Fläche der Stadtgemeinde umfasst 22,44 Quadratkilometer. Davon sind 38 Prozent landwirtschaftliche Nutzfläche, 21 Prozent Weingärten und 34 Prozent der Fläche sind bewaldet.
Der Ort ist namensgebend für das kristalline Becken von Obermarkersdorf.

### Gemeindegliederung
Das Gemeindegebiet umfasst folgende drei Ortschaften (in Klammern Einwohnerzahl Stand 1. Jänner 2025):
- Obermarkersdorf (357) samt Breitenmühle und Rosenau
- Schrattenthal (319)
- Waitzendorf (198)

Die Gemeinde besteht aus den Katastralgemeinden Obermarkersdorf, Schrattenthal und Waitzendorf.

### Nachbargemeinden
| Weitersfeld (HO) |                                             | Retz        |
|                  | Kompassrose, die auf Nachbargemeinden zeigt |             |
| Pulkau           |                                             | Zellerndorf |

## Geschichte
1425 standen die Hussiten vor Schrattenthal, das im Jahr 1220 das erste Mal urkundlich erwähnt wurde, und eroberten es nach mehrtägiger Belagerung ebenso wie die benachbarten Städte Retz und Pulkau. Am 4. April 1434 erwarb Ulrich von Eyczing Schrattenthal und machte es 1435, obwohl er ausgedehnte Ländereien zwischen Donau und Mähren mit großen Orten und Burgen besaß, zu seinem Hauptsitz. Er ließ eine neue Burg errichten und bezog den Ort durch gemeinsame Mauern in die Verteidigungsanlagen mit ein. Am 18. September 1472 wurde Schrattenthal von Kaiser Friedrich III. zur Stadt erhoben und bekam ein Stadtwappen.
29 Jahre später (1501) entstand in Schrattenthal die erste Buchdruckerei in Niederösterreich. 1563 bekannten sich die Eyczinger zum protestantischen Glauben, errichteten in der Burg eine evangelische Kirche und holten aus der Pfalz einen Prediger, der auch Schulmeister wurde. Schrattenthal wurde ein wichtiges Zentrum des Protestantismus in Niederösterreich. In den Anfangsjahren des Dreißigjährigen Kriegs verloren die Eyczinger ihre Ländereien, die kleine Stadt erlebte in der Folge einige Besitzerwechsel. Von 1623 bis 1660 besaßen die Grafen Strozzi den Ort. Vom März bis Oktober 1645 waren die Schweden mit ihrem General Lennart Torstensson, der hier sein Hauptquartier aufgeschlagen hatte, in der Stadt.
Von 1660 bis 1734 war der Ort im Besitz der Freiherrn von Adlersthurm, dann kamen die Grafen von Hartig. 1740 wurden die Felder vermessen und die Häuser nummeriert. Bei der Nummer 57 war Schluss. In der Vorstadt (vier Häuser) waren die verpönten Berufe wie der Scharfrichter, Abdecker und Viehhirte angesiedelt.
Die Folgen eines Brandes 1783, der große Teile der Stadt zerstörte, veränderte deren Aussehen. Die Stadtmauern wurden aufgelassen und als Baumaterial für den Wiederaufbau verwendet.
In den Napoleonischen Kriegen zogen 1797 (General Suworow) und 1805 (General Kutusow) russische Hilfstruppen durch die Stadt, 1809 waren es die Österreicher, Russen und Franzosen.
Sechs Jahre lang wurde an der „Commerzstrasse“ von Krems nach Znaim gebaut, 1833 wurde sie von Kaiser Franz I. eröffnet. Er war nicht der erste Kaiser in Schrattenthal. Kaiser Maximilian II. war hier oft zur Jagd und am 11. Oktober 1848 reiste Kaiser Ferdinand I. auf seiner Flucht aus Wien hier durch, begleitet vom Thronfolger Franz Joseph.
Das Jahr 1848 brachte die Bauernbefreiung und das Jahr 1850 die ersten Wahlen in der Stadt. Der bisherige Herrschaftsbesitzer, Hermann Graf von Attems, wurde erster frei gewählter Bürgermeister. Am 27. Juli 1866 kamen die Preußen und mit ihnen die Cholera (zwei Tote).
1945 zog die deutsche Wehrmacht in Schrattenthal ein, die Stadt wurde ab dem 11. April Kriegsgebiet, der Postbetrieb und die Lebensmittelzuteilung wurden eingestellt. Am 8. Mai wurden Brücken und Munitionslager gesprengt, die Stromversorgung brach zusammen. Um 22 Uhr kam die Rote Armee in die Stadt. Mitte Juni 1946 verließ sie die Stadt wieder.
Mit der NÖ. Kommunalstrukturverbesserung entstand 1972 durch Zusammenlegung der Gemeinden Schrattenthal, Obermarkersdorf und Waitzendorf die Stadtgemeinde Schrattenthal. Der namensgebende Ort Schrattenthal zählt rund 250 Einwohner (257 Einwohner lt. Volkszählung 2001) und ist somit eine der kleinsten historischen Städte Österreichs. Die Volkszählung 2001 wies außerdem für Obermarkersdorf 376 Einwohner und für Waitzendorf 246 Einwohner aus.

### Bevölkerungsentwicklung
| Schrattenthal: Einwohnerzahlen von 1869 bis 2025    | Schrattenthal: Einwohnerzahlen von 1869 bis 2025 | Schrattenthal: Einwohnerzahlen von 1869 bis 2025 | Schrattenthal: Einwohnerzahlen von 1869 bis 2025 | Schrattenthal: Einwohnerzahlen von 1869 bis 2025 |
| --------------------------------------------------- | ------------------------------------------------ | ------------------------------------------------ | ------------------------------------------------ | ------------------------------------------------ |
| Jahr                                                |                                                  |                                                  |                                                  | Einwohner                                        |
| 1869                                                | 1869                                             |                                                  | 1.468                                            | 1.468                                            |
| 1880                                                | 1880                                             |                                                  | 1.467                                            | 1.467                                            |
| 1890                                                | 1890                                             |                                                  | 1.392                                            | 1.392                                            |
| 1900                                                | 1900                                             |                                                  | 1.495                                            | 1.495                                            |
| 1910                                                | 1910                                             |                                                  | 1.495                                            | 1.495                                            |
| 1923                                                | 1923                                             |                                                  | 1.414                                            | 1.414                                            |
| 1934                                                | 1934                                             |                                                  | 1.502                                            | 1.502                                            |
| 1939                                                | 1939                                             |                                                  | 1.492                                            | 1.492                                            |
| 1951                                                | 1951                                             |                                                  | 1.421                                            | 1.421                                            |
| 1961                                                | 1961                                             |                                                  | 1.157                                            | 1.157                                            |
| 1971                                                | 1971                                             |                                                  | 1.092                                            | 1.092                                            |
| 1981                                                | 1981                                             |                                                  | 991                                              | 991                                              |
| 1991                                                | 1991                                             |                                                  | 940                                              | 940                                              |
| 2001                                                | 2001                                             |                                                  | 879                                              | 879                                              |
| 2011                                                | 2011                                             |                                                  | 856                                              | 856                                              |
| 2021                                                | 2021                                             |                                                  | 892                                              | 892                                              |
| 2025                                                | 2025                                             |                                                  | 874                                              | 874                                              |
| Quelle(n): Statistik Austria, Gebietsstand 1.1.2021 |                                                  |                                                  |                                                  |                                                  |

## Kultur und Sehenswürdigkeiten
- Stadtbefestigung Schrattenthal
- Schloss Schrattenthal

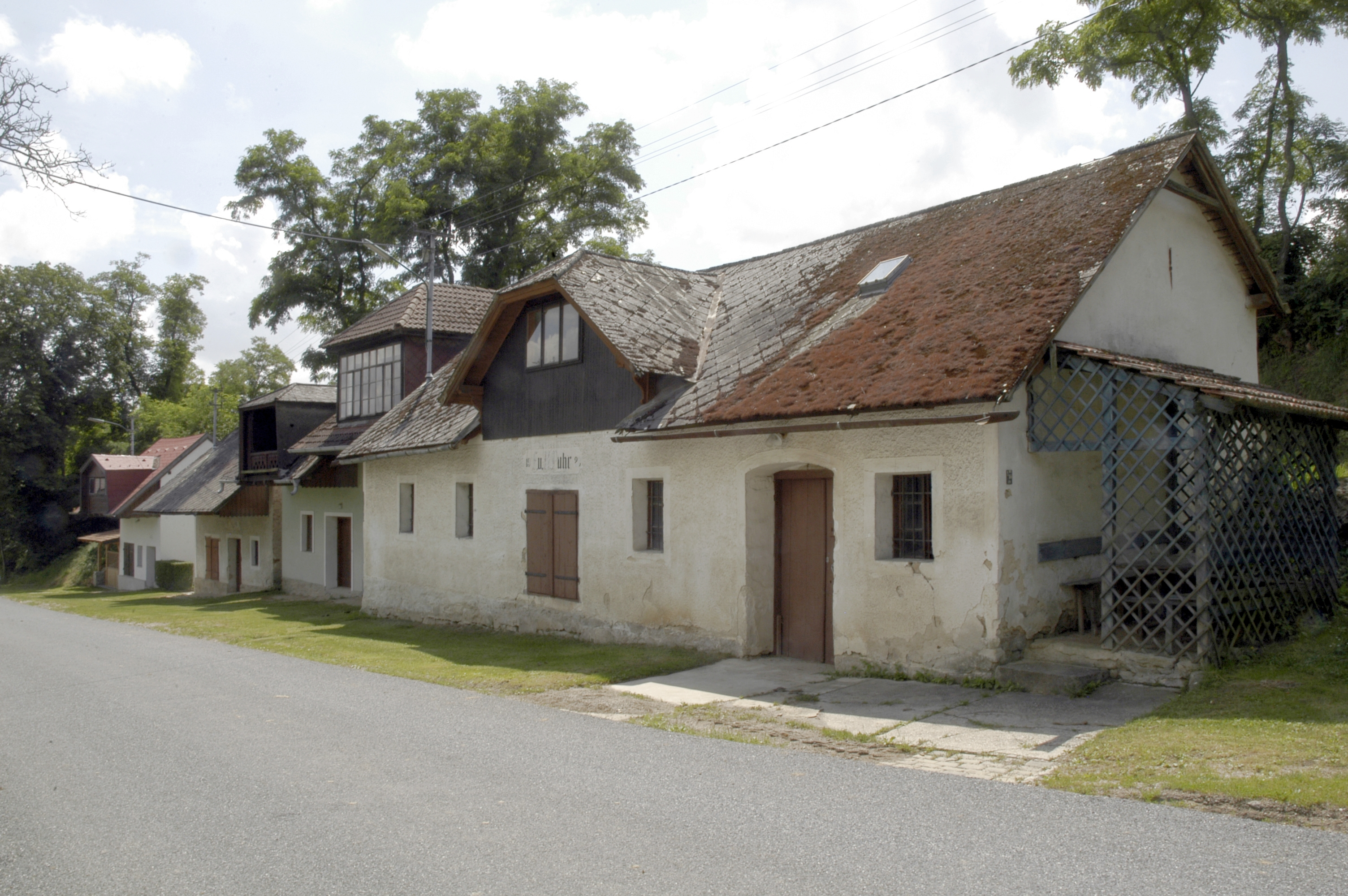
Kellergasse Rosenau in Obermarkersdorf

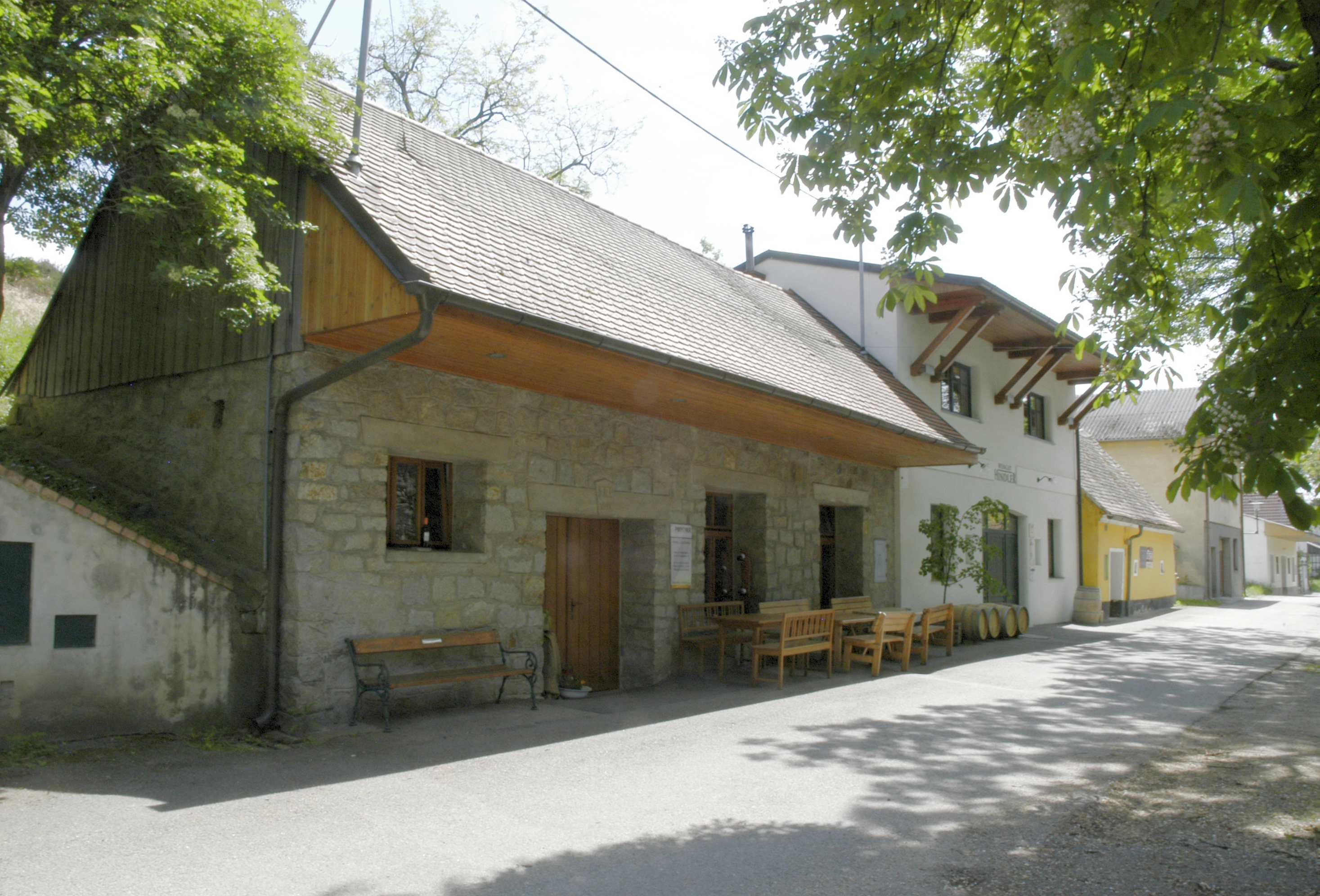
Kellergasse Stadtgraben in Schrattenthal

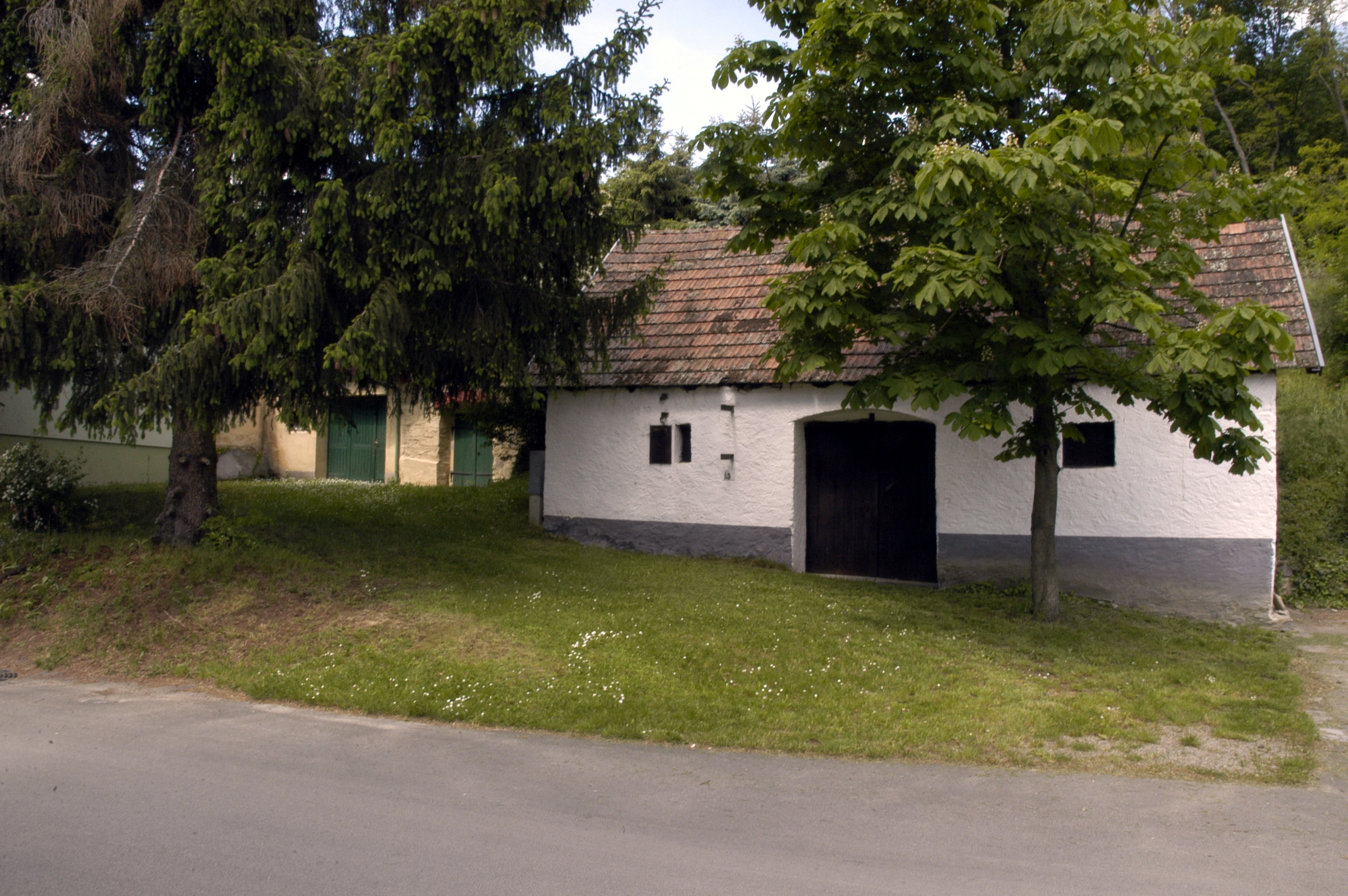
Kellergasse in Waitzendorf

- Katholische Pfarrkirche Obermarkersdorf Hll. Nikolaus und Urban
- Katholische Pfarrkirche Schrattenthal hl. Augustinus
- Katholische Pfarrkirche Waitzendorf Hl. Dreifaltigkeit
- Europawarte – St. Benedikt: 1980 errichteter und 2018 umfangreich sanierter 26 Meter hoher Aussichtsturm auf dem Schafberg nordwestlich von Waitzendorf[5]

Regelmäßige Veranstaltungen
- Kürbisfest im Retzer Land (Veranstaltungsort Obermarkersdorf)

## Wirtschaft und Infrastruktur
Im Jahr 2010 gab es 79 land- und forstwirtschaftliche Betriebe (121 im Jahr 1999), davon waren 39 Haupterwerbsbetriebe. Im Produktionssektor beschäftigten acht Betriebe neunzehn Arbeitnehmer, vorwiegend mit der Herstellung von Waren. Der Dienstleistungssektor gab in 37 Betrieben 59 Menschen Arbeit, vor allem im Handel und in sozialen und öffentlichen Dienstleistungen (Stand 2011).

### Bildung
In Schrattenthal gibt es einen Kindergarten.

## Politik

### Gemeinderat
Der Gemeinderat hat 15 Mitglieder.
- Mit den Gemeinderatswahlen in Niederösterreich 1990 hatte der Gemeinderat folgende Verteilung: 10 ÖVP und 5 SPÖ.
- Mit den Gemeinderatswahlen in Niederösterreich 1995 hatte der Gemeinderat folgende Verteilung: 10 ÖVP und 5 SPÖ.[10]
- Mit den Gemeinderatswahlen in Niederösterreich 2000 hatte der Gemeinderat folgende Verteilung: 9 ÖVP und 6 SPÖ.[11]
- Mit den Gemeinderatswahlen in Niederösterreich 2005 hatte der Gemeinderat folgende Verteilung: 9 ÖVP und 6 SPÖ.[12]
- Mit den Gemeinderatswahlen in Niederösterreich 2010 hatte der Gemeinderat folgende Verteilung: 9 ÖVP und 6 SPÖ.[13]
- Mit den Gemeinderatswahlen in Niederösterreich 2015 hatte der Gemeinderat folgende Verteilung: 9 ÖVP und 6 SPÖ.[14]
- Mit den Gemeinderatswahlen in Niederösterreich 2020 hatte der Gemeinderat folgende Verteilung: 11 ÖVP und 4 SPÖ.[15]
- Mit den Gemeinderatswahlen in Niederösterreich 2025 hat der Gemeinderat folgende Verteilung: 10 ÖVP und 5 SPÖ.[16]

### Bürgermeister
- bis 2008 Werner Grolly (ÖVP)
- 2008–2019 Alfred Schuster (ÖVP)
- seit 2019 Stefan Schmid (ÖVP)[17]

### Wappen
Der Stadt wurde 1472 folgendes Wappen von Kaiser Friedrich III. verliehen: In einem silbernen Schild auf einem im Grunde des Schildes befindlichen Felsgebirge stehend zwei mit Zinnen bewehrte Türme, der rechte schwarz, der linke rot, beide mit einer goldenen Kette verbunden und jeweils mit einer schwarz-weißen Tür mit rotem Querbalken versehen.

## Persönlichkeiten

### Söhne der Gemeinde
- Michael von Aitzing (~1530–1598), Adliger, Gelehrter und Autor
- Theobald Fritz (1771–1848), Augustiner-Mönch und Hochschullehrer an der Universität Wien
- Maximilian Attems-Gilleis (1859–1939), k.u.k. Kämmerer und Politiker
- Hermann Graf von Attems-Heiligenkreuz (1865–1951), k.u.k. Kämmerer und Politiker
- Ferdinand Steinhauser (1905–1991), Klimatologe, Meteorologe und Direktor der Zentralanstalt für Meteorologie und Geodynamik in Wien.